# Tynanthus polyanthus
Tynanthus polyanthus là một loài thực vật có hoa trong họ Chùm ớt. Loài này được (Bureau ex Baill.) Sandwith miêu tả khoa học đầu tiên năm 1953.